# Morvan Aloísio Acaiaba de Resende
Morvan Aluísio Acaiaba de Resende (Varginha, 12 de agosto de 1932) é um pecuarista, professor, advogado e político brasileiro. Foi senador por Minas Gerais, além de deputado estadual. É membro da Academia Varginhense de Letras, da Academia Sul Mineira de Letras e do Instituto Histórico e Geográfico da Campanha.

## Biografia
Filho do agricultor Emílio Rezende Filho e de Maria Alays Acayaba de Rezende, seu bisavô Coronel José Justiniano de Rezende e Silva foi Prefeito de Varginha em 1890, seu avô, Matheus Nogueira de Acayaba, foi o primeiro prefeito do município mineiro de Elói Mendes e seu tio, Domingos Ribeiro de Rezende, foi deputado estadual de Minas Gerais de 1924 a 1930.
Casado com Santusa Maria Rabelo de Rezende, natural de Campos Gerais - MG, filha de João Rabelo e Conceição de Brito Rabelo, com quem teve seis filhos: Márcia Rabelo de Rezende - Professora, Mirian Rabelo de Rezende - Servidora Pública Federal, Aloisio Rabelo de Rezende - Promotor de Justiça em Varginha-MG, Adriano Rabelo de Rezende - Engenheiro Agronomo, Morvan Rabelo de Rezende - Juiz de Direito na Comarca de Varginha-MG, e Leandro Rabelo Acayaba de Rezende - Secretário Municipal de Governo em Varginha-MG.
Pecuarista e cafeicultor, começou a vida política em 1950, como secretário-geral do diretório municipal da UDN em Varginha. Foi candidato a Deputado Estadual em 1958 e 1962 não tendo sido eleito nestas duas eleições. Formou-se em Direito pela Universidade de Minas Gerais, atual UFMG, passando a advogar e a dar aulas.
Em 1959, assumiu a presidência do diretório municipal da UDN. Com a extinção do pluripartidarismo decorrente do Golpe Militar de 1964, filiou-se à ARENA. No pleito de novembro de 1970, elegeu-se deputado estadual, reelegendo-se em 1974. Como Deputado Estadual foi vice-Líder do Governo e da ARENA.
Em setembro de 1978, tornou-se, por via indireta, suplente do senador Murilo Badaró. Foi Diretor da Imprensa Oficial e Secretário de Estado da Administração do governo Francelino Pereira (1979-1983). Ligado ao então vice-presidente da república Aureliano Chaves por "laços de parentesco e regionalismo", aproximou-se do senador Murilo Badaró e apoiou o candidato Paulo Maluf à presidência da república. Em agosto de 1984, assumiu a cadeira do senado quando Murilo Badaró, que foi indicado para assumir o Ministério da Indústria e Comércio.
É de sua iniciativa, como Senador, o Projeto que criou o Porto Seco de Varginha-MG - EADI - Estação Aduaneira do Interior.
Votou no Colégio Eleitoral de 1985 em Paulo Maluf, já que tinha preocupação de que as forças de esquerda que apoiavam Tancredo Neves trariam o "risco do comunismo". Em 15 de março de 1985, com a volta do senador titular, deixou o Senado e dedicou-se à advocacia.
Candidatou-se ao Senado pelo PDS em 1986, mas foi derrotado. Em 1994 foi candidato a Deputado Federal, não tendo sido eleito. Em 1998, concorreu novamente como suplente do candidato ao senado Murilo Badaró, que não foi eleito.
Atualmente exerce a Advocacia em Varginha e é Presidente da Fundação Educacional de Varginha - FUNEVA, entidade mantenedora da Faculdade de Direito de Varginha - FADIVA, onde também leciona Direito Civil.
Seu filho, Leandro Rabêlo Acayaba de Rezende, seguiu sua vocação política, foi Vereador em Varginha de 2001 a 2008, Presidente da Câmara Municipal em 2003 e atualmente é Secretário Municipal de Governo de Varginha.

## Genealogia
- Ascendência: Morvan é filho de Emílio de Resende Filho e de Maria Alaís Acaiaba, neto paterno de Emílio Justiniano de Resende e Silva e de Angelina Ribeiro de Resende, e - por esta - bisneto de Estêvão Ribeiro de Resende Sobrinho e de Mariana Vitalina dos Reis. Mariana era filha dos primos Domingos Marcelino dos Reis e Silva e de Felícia Constância de Figueiredo (“Felícia da Serra”), a qual era filha do Capitão Diogo Garcia da Cruz e de Inocência Constância de Figueiredo, filha do Capitão-Mor José Álvares de Figueiredo, o fundador de Boa Esperança e de Maria Vilela do Espírito Santo, esta neta da Ilhoa Júlia Maria da Caridade.
- Descendência: Casou-se com Santusa Maria Rabelo de Resende , de Campos Gerais, com quem teve seis filhos: Márcia, Mirian, Aloísio, Adriano, Morvan e Leandro.
- Colaterais: É primo de Cícero Acaiaba (novelista ,poeta e compositor) e primo de diversas personalidades, como: Antônio Aureliano Chaves de Mendonça, Antônio Aureliano Sanches de Mendonça Danton Mello, Eduardo Carlos Figueiredo Ferraz, Ester de Figueiredo Ferraz, Fátima Freire, Geraldo Freire, José Carlos de Figueiredo Ferraz, Nelson Freire, Newton Freire Maia, Ricardo Gumbleton Daunt, Selton Mello e Wagner Tiso, dentre outros